# Nāḩiyat Markaz Jisr ash Shughūr
Nāḩiyat Markaz Jisr ash Shughūr (arabiska: ناحية مركز جسر الشغور) är ett subdistrikt i Syrien.   Det ligger i provinsen Idlib, i den nordvästra delen av landet, 260 km norr om huvudstaden Damaskus.
Trakten runt Nāḩiyat Markaz Jisr ash Shughūr består till största delen av jordbruksmark. Runt Nāḩiyat Markaz Jisr ash Shughūr är det ganska tätbefolkat, med 248 invånare per kvadratkilometer.